# Верде, Лионель
Лионель Себастья́н Верде (исп. Lionel Sebastián Verde; род. 18 октября 2004, Санта-Фе, Аргентина) — аргентинский футболист, полузащитник клуба «Унион» (Санта-Фе). Играет на правах аренды в московском ЦСКА.

## Клубная карьера
12 августа 2023 года Верде присоединился к основной команде «Униона». 14 февраля 2024 дебютировал в профессиональном футболе в матче Кубка профессиональной лиги страны против «Годой-Крус Антонио Томба» (0:0). 
1 марта 2024 года подписал первый профессиональный контракт с «Унионом» на три года.
30 июля 2025 года перешёл в московский ЦСКА на правах аренды, подписав контракт на один год. 3 августа 2025 года в матче чемпионата России против «Зенита» (1:1) он дебютировал за новый клуб, выйдя на замену на 70-й минуте. 

## Статистика
| Выступление      | Выступление      | Выступление      | Чемпионат | Чемпионат | Кубки | Кубки | Международные | Международные | Итого | Итого |
| Клуб             | Лига             | Сезон            | Игры      | Голы      | Игры  | Голы  | Игры          | Голы          | Игры  | Голы  |
| ---------------- | ---------------- | ---------------- | --------- | --------- | ----- | ----- | ------------- | ------------- | ----- | ----- |
| Унион (Санта-Фе) | ПФЛ              | 2024             | 13        | 1         | 0     | 0     | —             | —             | 13    | 1     |
| Унион (Санта-Фе) | ПФЛ              | 2025             | 14        | 2         | 2     | 1     | 5             | 0             | 21    | 3     |
| Унион (Санта-Фе) | Итого            | Итого            | 27        | 3         | 2     | 1     | 5             | 0             | 34    | 4     |
| → ЦСКА (Москва)  | Премьер-лига     | 2025/26          | 1         | 0         | 0     | 0     | —             | —             | 1     | 0     |
| → ЦСКА (Москва)  | Итого            | Итого            | 1         | 0         | 0     | 0     | —             | —             | 1     | 0     |
| Всего за карьеру | Всего за карьеру | Всего за карьеру | 28        | 3         | 2     | 1     | 5             | 0             | 35    | 4     |

1. ↑  Кубок Аргентины.
2. ↑  Южноамериканский кубок.